# Último máximo glacial

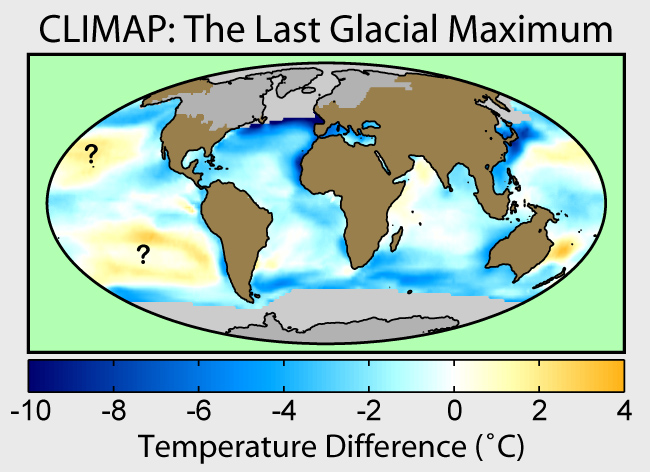
Mapa de los cambios de temperaturas superficiales de los océanos y extensión de los hielos durante el Último Máximo Glacial según el proyecto CLIMAP.

El último máximo glacial (conocido asimismo por sus siglas UMG) se refiere a la época de máxima extensión de la capas de hielo durante el último período glacial, aproximadamente hace 20.000 años. Este extremo persistió durante miles de años. Es seguido por el máximo Tardiglaciar. En este momento, las capas de hielo cubrían la totalidad de Islandia y las islas británicas excepto en su extremo meridional.

## Extensión

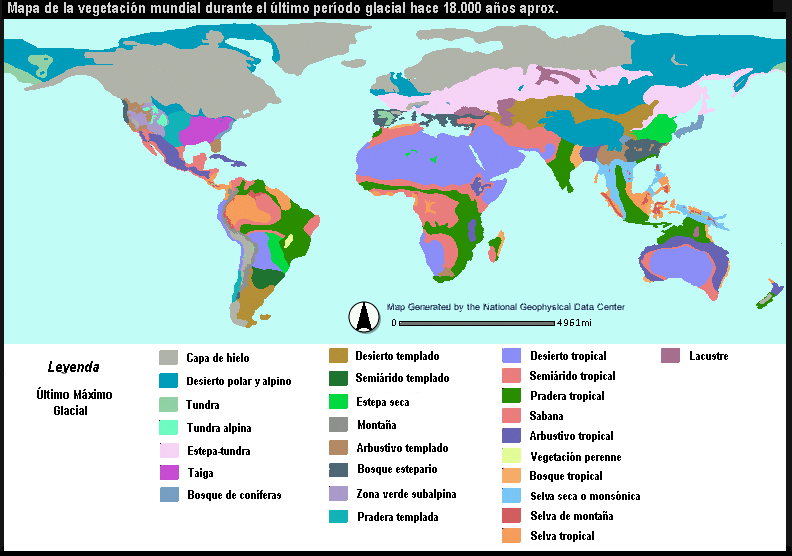
Mapa de las vegetaciones durante el último máximo glacial.

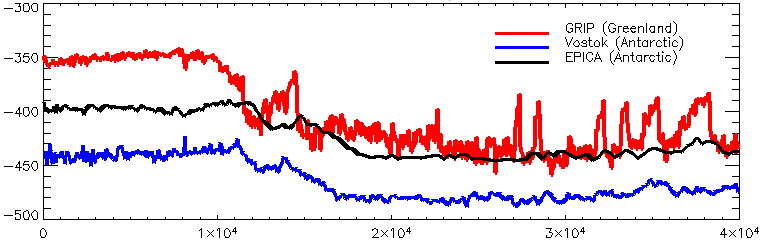
Cambios de temperaturas durante los últimos 40.000 años.

El norte de Europa fue cubierto en gran medida por el hielo y el límite meridional atravesaba las actuales Alemania y Polonia, pero no unida a la capa de hielo británico. Este hielo se extendió hacia el norte hasta cubrir los archipiélagos de las Svalbard y de la Tierra de Francisco José y hacia el este para ocupar la mitad septentrional de la llanura de Siberia Occidental, terminando en la península de Taimir, y represar los ríos Obi y Yenisei, formando un lago glacial en Siberia occidental. En América del Norte, el hielo cubría prácticamente la totalidad de Canadá y extendido más o menos a la región del río Misuri y del río Ohio, y hacia el este de Nueva York. Una persona podía teóricamente caminar de América del Norte a Europa cruzando la helada capa de hielo del Atlántico norte.
En el hemisferio sur, la capa de hielo de la Patagonia cubrió Chile y parte de Argentina occidental a unos 41ºS. Las capas de hielo también abarcaban el Tíbet (los científicos siguen debatiendo el grado en que la meseta del Tíbet estaba cubierto de hielo), Baltistán, Ladakh, el altiplano andino, así como múltiples glaciares en las cimas de altas montañas tropicales y subtropicales.
En África, el Oriente Medio y el sudeste de Asia, muchos pequeños glaciares se formaron en las montañas, especialmente en el Atlas, las montañas de Bali, y Nueva Guinea.
Australia y Nueva Guinea estaban conectados formando un continente que los geólogos y los investigadores han denominado como Sahul.

## Permafrost
El permafrost cubrió el sur de Europa de capas de hielo hasta la zona de Szeged (Hungría) y en Asia hasta Pekín. En América del Norte, gradientes latitudinales fueron tan agudos que el permafrost no se extendía lejos al sur de las capas de hielo, excepto en las altas elevaciones. 
Las islas indonesias al este hasta Borneo y Bali estaban conectadas con el continente asiático en una masa de tierra llamada Sonda. Palawan también formaba parte de la Sonda, mientras que el resto de las islas Filipinas formó una gran isla separada del continente solo por el paso Sibutu y el estrecho de Mindoro.

## Formación de las capas de hielo
La formación de una plancha o capa de hielo requiere de dos cosas: frío prolongado y precipitaciones de nieve, Por lo tanto, a pesar de tener temperaturas similares a los glaciares de algunas áreas como Norteamérica y Europa, el Este de Asia y partes de Alaska permanecieron sin congelarse, excepto en las elevaciones más altas. Esta diferencia fue causada por el hecho de que las planchas de hielo produjeron extensivos anticiclones sobre ellos. Estos anticiclones generaron masas de aire que era tan seco al llegar a Siberia y Manchuria que nunca podría ocurrir las suficientes precipitaciones para formación de glaciares (excepto en Kamchatka donde los vientos del oeste levantaban la humedad desde el mar de Japón). La calidez relativa del océano Pacífico debido al cierre de la corriente de Oyashio y la presencia de grandes cadenas montañosas al este-oeste fueron factores secundarios en la prevención de la formación de un glaciar continental en Asia.

## Precipitación
En regiones cálidas del mundo, el clima en el Glaciar Máximo fue más frío y seco casi en todas partes. En casos extremos, tales como al sur de Australia y en el Sahel, las lluvias pudieron reducirse hasta un noventa por ciento de la actualidad, con una flora disminuida casi hasta el mismo nivel de zona glaseares como Europa y Norteamérica. Hasta en regiones menos afectadas las selvas cubiertas fueron disminuidas considerablemente, especialmente en África occidental donde unos pocos refugios fueron rodeados por sabanas tropicales. La selva amazónica fue dividida en dos extensivos largos bloques de sabana, y es probable que la selva tropical del Sureste de Asia fuese afectada de una manera similar (bosques templados, caracterizados por la presencia de árboles que pierden sus hojas entre el otoño y la primavera) expandiéndose en esa área excepto a los extremos de este y oeste de Sondalandia, parte de Asia del Sureste que incluya la península de Malaca y las islas actuales de Sumatra, Java, Borneo, y otras islas más pequeñas.
Solo en Centroamérica y en la parte Chocó de Colombia la selva tropical permaneció intacta, probablemente debido a la fuertes lluvias de estas regiones.

## Desiertos
La mayoría de los desiertos del mundo se expandieron. Algunas excepciones se dieron como al oeste de América, donde los cambios en las corrientes de aire en chorro trajeron fuertes lluvias a áreas que ahora son desérticas y se han formado grandes lagos pluviales, el mejor conocido es el lago Bonneville en Utah. Esto también paso en Afganistán e Irán donde se formó el lago más grande en el Dasht.e Kavir. En Australia, dunas movedizas cubrieron la mitad del continente, mientras que en el Chaco y las Pampas en Sudamérica parece no haber habido cambios importantes. Las regiones subtropicales actuales también perdieron parte de su cobertura forestal, en particular en el este de Australia, en la parte atlántica de Brasil y en el sur de China los bosques abiertos llegaron a ser dominantes debido a las condiciones secas. El norte de China estuvo sin glaciares a pesar de su clima frío, prevaleció una mezcla de pastizales y tundra, si bien el límite del crecimiento de los árboles estuvo por lo menos veinte grados más al sur que en la actualidad.
En el período inmediatamente anterior al Último Máximo Glacial muchas áreas eran más húmedas que en la actualidad, entre ellas el sur de Australia donde se cree que la ocupación por los aborígenes coincidió con el periodo húmedo que existió entre 40.000 y 60.000 años.